# Ammosperma cinerea
Ammosperma cinerea är en korsblommig växtart som först beskrevs av René Louiche Desfontaines, och fick sitt nu gällande namn av Joseph Dalton Hooker. Ammosperma cinerea ingår i släktet Ammosperma och familjen korsblommiga växter. Inga underarter finns listade i Catalogue of Life.